# (190118) 2004 VR60
190118 (2004 VR60) là một tiểu hành tinh vành đai chính được phát hiện ngày 10 tháng 11 năm 2004 bởi James Whitney Young ở Đài thiên văn Núi bàn gần Wrightwood, California.